# 라스투나스주

라스투나스 주의 위치

라스투나스주(스페인어: Provincia de Las Tunas)는 쿠바 동부에 위치한 주로 주도는 라스투나스이며 면적은 6,595.25km2, 인구는 536,027명(2010년 기준)이다.
남쪽으로는 과카나야보 만, 서쪽으로는 카마궤이 주, 북쪽으로는 대서양과 접하며 동쪽으로는 올긴 주, 남동쪽으로는 그란마 주와 접한다. 8개 지방 자치체를 관할한다.